# OVC19
OVC19는 2020년 싱글 《OVC19》로 데뷔한 대한민국의 프로젝트 그룹이다.

## 음반
- OVC19 (2020)